# 周立三
周立三（1910年9月20日—1998年5月27日），中国经济地理学家。生于浙江杭州。1933年毕业于中山大学地理系。1980年当选为中国科学院学部委员(院士)。曾任中国科学院南京地理与湖泊研究所名誉所长、研究员。主要从事农业地理、综合考察和国情分析研究。